# Torymus splendidulus
Torymus splendidulus är en stekelart som beskrevs av Dalla Torre 1898. Torymus splendidulus ingår i släktet Torymus och familjen gallglanssteklar. Inga underarter finns listade i Catalogue of Life.